# Otford Castle
Otford Castle är ett slott i Storbritannien.   Det ligger i distriktet Sevenoaks, grevskapet Kent och riksdelen England, i den sydöstra delen av landet, 30 km sydost om huvudstaden London. Otford Castle ligger 67 meter över havet.
Terrängen runt Otford Castle är huvudsakligen platt. Otford Castle ligger nere i en dal. Runt Otford Castle är det tätbefolkat, med 459 invånare per kvadratkilometer. Närmaste större samhälle är Bexley, 14,8 km norr om Otford Castle. I omgivningarna runt Otford Castle växer i huvudsak blandskog.